# Cisco Active Network Abstraction
Cisco Active Network Abstraction is een tool/interface waarmee je eenvoudiger Cisco netwerk-elementen en services kan opnemen in een Network Management Systemen (NMS) of Operational Support Systemen (OSS).
Met Cisco ANA kan je op een eenvoudigere wijze de newerkelementen modelleren in je OSS systeem.
ANA is niet een opzichzelf staand los product, maar het helpt de gebruiker om zijn Cisco newerkelementen en services op te nemen in de bestaande NMS of OSS systeem van de netwerk-eigenaar. Grote telecomorganisaties gebruiken NMS en OSS systemen om de verschillende netwerken met de verschillende platformen in een omgeving te beheren. Een OSS systeem waarvoor ANA gebruikt zou kunnen worden is IBM's Tivoli or Cramer Systems van Amdocs. Hiermee kan je alle onderdelen van je netwerk in modelleren en je hele 'inventory' van je netwerk; zowel in logische als fysieke vorm vast te leggen.
In een OSS systeem kan je dan bijvoorbeeld al je fysieke kabels vastleggen, het gebruik van die kabels vastleggen en daarmee precies bewaken waar je welke capaciteit hebt. Een OSS systeem is bij de aanschaf onbewust van de gebruikte netwerk-technieken. Een aantal standaard onderdelen zitten standaard in een OSS systeem: bijvoorbeeld kabels (koper en glas) zijn standaard gemoddeleerd, maar daarna moet je zelf alle gebruikte netwerk-elementen modelleren in je OSS pakket: hoe zien netwerk-elementen er logisch uit, wat kunnen ze etc.
Zo kan je een modulaire systeemkast zodanig beschrijven dat het OSS systeem precies weet welke modules er in welke systeemkast passen, hoe de modules er fysiek uitzien en hoe ze er logisch uitzien (hoeveel glasvezels kan je aansluiten op je optische ethernetswitch) en wat de mogelijkheden zijn van elke aansluiting.
Met een dergelijk inventory systeem kan je dan ook nagaan hoeveel capaciteit het bestaande netwerk heeft, kan je de verbinding/dienst die je wilt activeren kwijt in het bestaande netwerk of moet er ergens capaciteit worden bijgeplaatst.
Cisco ANA biedt een set tools om Cisco equipment en services op een eenvoudigere wijze te modelleren voor je OSS of NMS systeem zodat de System Intergrator die het OSS/NMS systeem levert aan de telecom-provider sneller kan werken en dat alle Cisco equipment en servives op eenzelfde manier gemoddeleerd worden.
Ook kan ANA ervoor zorgen dat de modellering die je voor een OSS inventory-management systeem doet op dezelfde manier gemodelleerd wordt als de modellering voor een Network Management Systeem.

## Toepassing ANA
Cisco ANA kan onder andere gebruikt worden met de volgende OSS/BSS systemen:
- IBM Tivoli / Netcool
- Cramer Systems - maker van OSS systeem Cramer OSS suite
- Amdocs Cramer OSS Suite version 6
- Cisco Assurance Management Solution